# Tin Srbić
Tin Srbić, född 11 september 1996 i Zagreb, är en kroatisk gymnast.

## Karriär
Vid olympiska sommarspelen 2020 tog han silver i räck. Vid världsmästerskapen i artistisk gymnastik 2017 tog han guld i räck. Vid världsmästerskapen i artistisk gymnastik 2023 tog han silver i räck.